# Prix Simone de Beauvoir pour la liberté des femmes
Le prix Simone de Beauvoir pour la liberté des femmes, ou plus couramment prix Simone de Beauvoir,,, est une récompense française créée en 2008 et décernée aux personnes ou organismes qui, selon le jury, se sont illustrées, par leur œuvre artistique et leur action, à promouvoir la liberté des femmes dans le monde, à l'image de Simone de Beauvoir.
Il a été créé à l'initiative de Julia Kristeva en 2008 à l’occasion du 100e anniversaire de la naissance de Simone de Beauvoir (9 janvier 1908). Julia Kristeva a présidé le prix de 2008 à 2011, Josyane Savigneau lui succède de 2011 à 2017, puis Sihem Habchi de mars 2017 à octobre 2019. Le prix est depuis lors dirigé par Sylvie Le Bon de Beauvoir, présidente, et Pierre Bras, délégué général.

## Lauréates
- 2008 : Taslima Nasreen[n 1], écrivaine bangladaise et Ayaan Hirsi Ali[n 2], écrivaine et femme politique néerlando-américaine[6],[3],[2]
- 2009 : Un million de signatures en Iran. Décerné pour l’audace et l’originalité de pensée dont témoigne son action, qui vise à dénoncer les lois iraniennes discriminatoires à l’égard des femmes, à travers une campagne militante et avec l’appui d’une pétition dont l’objectif est la mobilisation d’un million de signataires[7],[8].
- 2010 : Ai Xiaoming, professeure au Département de Langue et de Littérature Chinoises de l'université Sun-Yat-sen, et Guo Jianmei, avocate au sein de l'ONG chinoise Women's Law Studies and Legal Aid Center de l'université de Pékin[9].
- 2011 : Lioudmila Oulitskaïa[10], romancière et dramaturge russe.
- 2012 : Association tunisienne des femmes démocrates[11].
- 2013 : Malala Yousafzai[n 3], blogueuse, écrivaine et militante pakistanaise pour le droit à l'éducation des filles[12],[13].
- 2014 : Michelle Perrot, historienne, « pionnière en France de l'histoire de la femme et du genre »[14].
- 2015 : National Museum of Women in the Arts à Washington, D.C., seul grand musée au monde entièrement consacré à la créativité artistique des femmes, est récompensé[15].
- 2016 : Giusi Nicolini[n 4], maire italienne de la commune de Lampedusa et Linosa.
- 2017 : Barbara Nowacka, présidente de Sauvons les femmes, association polonaise qui défend le droit à l'avortement[16].
- 2018 : Aslı Erdoğan[17], romancière, journaliste et militante turque pour les droits de l'homme.
- 2019 : Sara García Gross[18], universitaire et militante salvadorienne pour les droits des femmes et de l'avortement.
- 2020 : Collectif 490 des Hors-la-loi du Maroc[19].
- 2021 : Scholastique Mukasonga, écrivaine rwandaise, pour l'ensemble de son oeuvre[20].
- 2022 : La Maison des femmes de Saint-Denis,  France, Maison des femmes à Saint-Denis représentée par Ghada Hatem-Gantzer[21]
- 2023 : Les femmes iraniennes en lutte pour la liberté,  Iran, à la mémoire de Mahsa Amini[22]
- 2024 : Marie-Paule Djegue Okri,  Côte d'Ivoire, Agronome et militante des droits des femmes[23]
- 2025 : Association Stopfisha, collectif féministe de lutte contre le cybersexisme et les cyber-violences sexistes et sexuelles[24]

## Jury depuis 2020
- Constance Borde
- Pierre Bras
- Nicole Fernández Ferrer
- Sihem Habchi
- Smaïn Laacher
- Sylvie Le Bon de Beauvoir
- Annette Lévy-Willard
- Sheila Malovany-Chevallier
- Françoise Picq
- Alice Schwarzer